# Подберезинский район (Татарстан)
Подберезинский район (тат. Подберезье районы) — бывший административный район Татарской АССР с центром в селе Большое Подберезье, существовавший в 1944—1956 годах.

## История
Подберезинский район был образован 19 февраля 1944 года из части территории Кайбицкого района.
По данным на 1 января 1948 года в районе было 16 сельсоветов: Аю-Кудерганский, Бакрчинский, Больше-Подберезинский, Больше-Тябердинский, Каргалинский, Корноуховский, Мало-Подберезинский, Молькеевский, Надеждинский, Старо-Буинский, Старо-Тябердинский, Турминский, Ульянковский, Хозесановский, Черемшанский и Чутеевский.
8 мая 1952 года район вошёл в состав Казанской области Татарской АССР. 30 апреля 1953 года в связи с ликвидацией областей был возвращён в прямое подчинение Татарской АССР.
17 мая 1956 года Подберезинский район был упразднён, а его территория передана в Кайбицкий район.

## СМИ
В районе на русском и татарском языках издавалась газета «Авангард».